# درزگیر

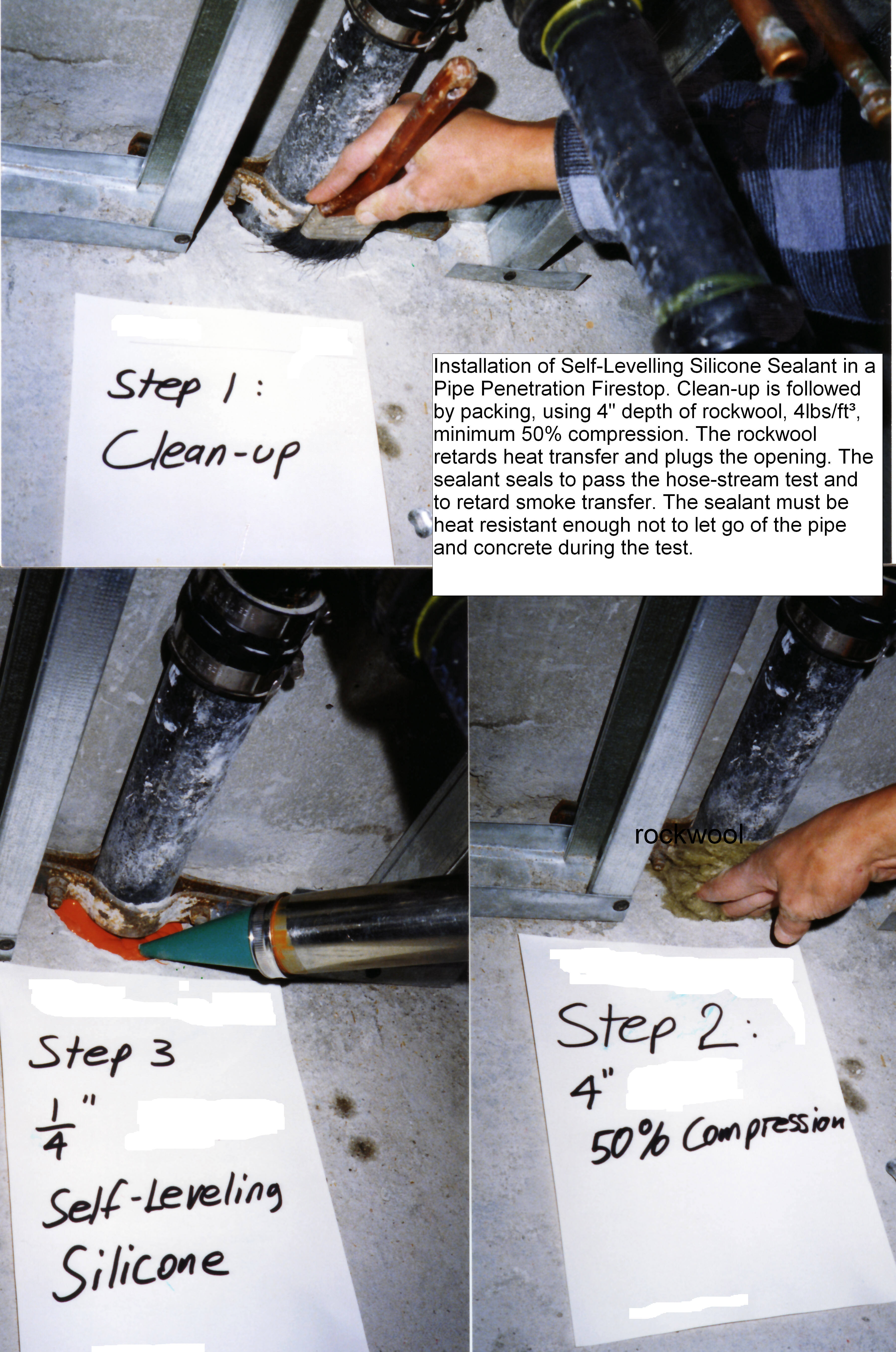
یک سامانهٔ آتش‌بندی از جنس سیلیکون که برای بستن درزهای یک لوله به کار رفته.

دَرزگیرها (به انگلیسی: Sealant) در صنعت به آن دسته از مواد یا ابزار گفته می‌شود که برای عایق کردن و کیپ کردن نقاط تماس سطوح بکار می‌رود.
درزگیرها معمولاً از مواد وُشکسان ساخته‌می‌شوند.
در بخش‌ها گوناگون صنعت بنا به مورد به عمل استفاده از درزگیرها، درزگیری، درزبندی، آب‌بندی و اندودکاری گفته می‌شود.

## انواع درزگیرها
- واشر
- خمیر درزگیر (ماستیک)
- درزبند
- کاسه‌نمد
- میله آب‌بندی (seal bar)
- بتانه
- موم درزگیر
- حلقه آب‌بندی
- بادبان‌بند (Jackstay)
- آتش‌بند
- آب‌بند مکانیکی
- آب‌بند پیچراهه
- حلقه چنبری
- محفظه آب‌بندی